# Krabi (stad)
Krabi (Thais: กระบี่) is een stad in Zuid-Thailand. Krabi is hoofdstad van de provincie Krabi en het district Krabi. De stad ligt aan de Andamanse Zee. Krabi telde bij de volkstelling in 2000 23.607 inwoners.

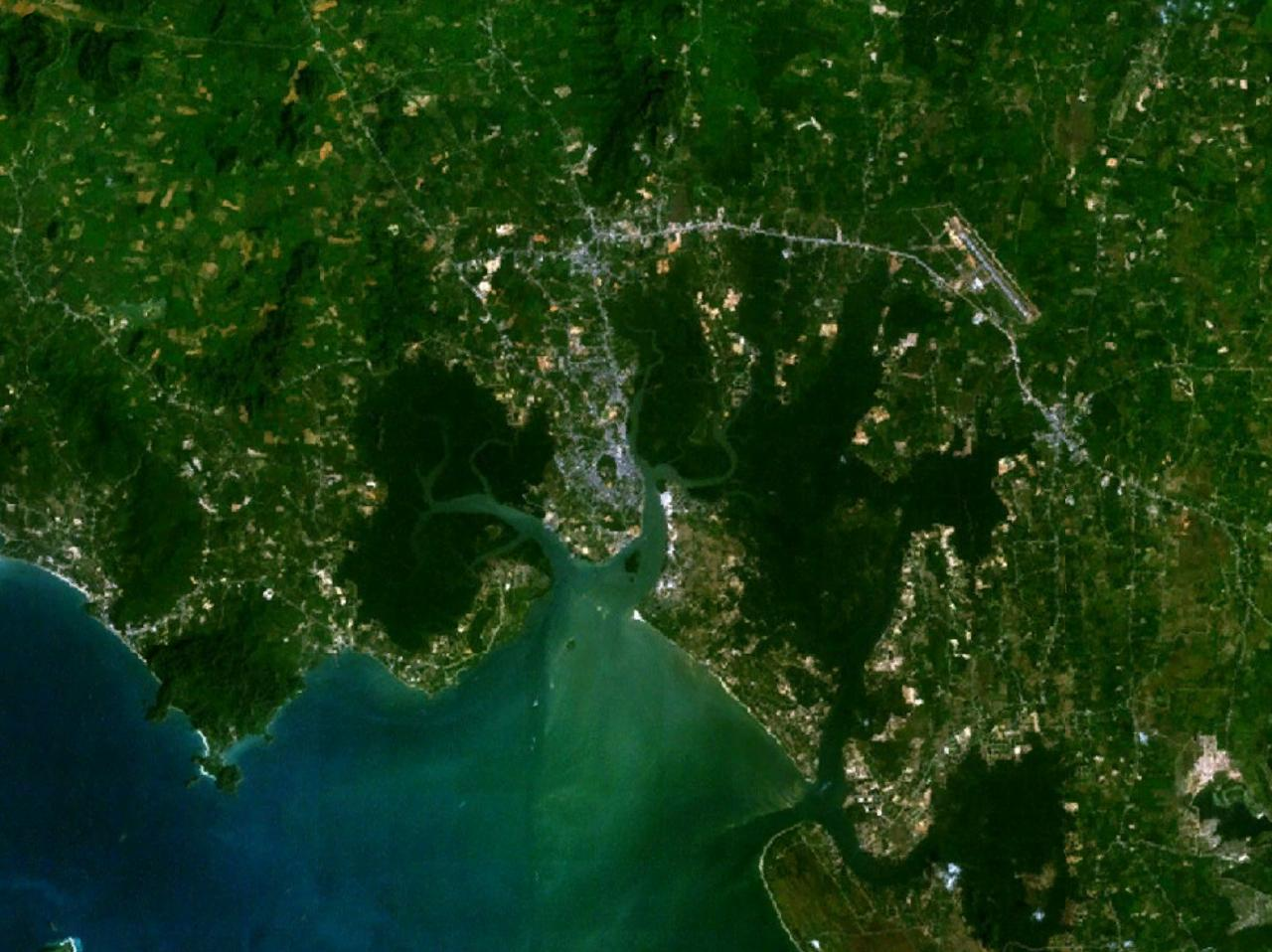
Satellietfoto van Krabi en omgeving

## Varia
Krabi speelt een rol in de roman Platform (2001) van Michel Houellebecq. Er vindt een bloedige aanslag door moslimextremisten op een erotisch vankantieoord plaats.